# 범어중학교
범어중학교(凡魚中學校)는 대한민국 경상남도 양산시 물금읍 범어리에 있는 공립 중학교이다.

## 학교 연혁
- 2006년 4월 20일 : 범어중학교 건축공사 착공
- 2007년 1월 10일 : 범어중학교 설립 인가
- 2007년 3월 1일 : 범어중학교 개교
- 2007년 3월 1일 : 초대 김경진 교장 취임
- 2007년 3월 4일 : 제1회 입학식 7학급 241명 입학
- 2010년 2월 11일 : 제1회 졸업식 7학급 252명(남 143명, 여 109명)
- 2020년 2월 14일 : 제11회 졸업식 392명(남 224명, 여 168명) 졸업생 총 3,841명
- 2023년 2월 10일 : 제14회 졸업식 13학급 367명
- 2023년 3월 1일 : 제8대 이용금 교장 취임
- 2023년 3월 2일 : 제17회 입학식 13학급 378명
- 2024년 3월 4일: 제18회 입학식 11학급 361명(3개학년 총 36학급)
- 2024년 9월 1일: 제9대 김명규 교장 취임

## 참고 자료
- 범어중학교 - 한국교육학술정보원 학교알리미